# Sunshine Tour
Sunshine Tour är en golforganisation som arrangerar herrgolfturneringar i södra- och östra Afrika. Organisationen bildades 1971 medan själva tävlandet startades året därpå.  Huvudkontoret ligger i Somerset West i Sydafrika.

## Vinnare
De spelare som har blivit totalvinnare för varje spelad säsong.
| South Africa Tour - 1972–1973: Bobby Cole - 1973–1974: Hugh Baiocchi - 1974–1975: Allan Henning - 1975–1976: Allan Henning - 1976–1977: Gary Player - 1977–1978: John Bland - 1978–1979: Hugh Baiocchi - 1979–1980: Gary Player - 1980–1981: Mark McNulty - 1981–1982: Mark McNulty - 1982–1983: Nick Price - 1983–1984: Gavan Levenson - 1984–1985: Mark McNulty - 1985–1986: Mark McNulty - 1986–1987: Mark McNulty - 1987–1988: John Bland - 1988–1989: Tony Johnstone - 1989–1990: John Bland - 1990–1991: John Bland - 1991–1992: Ernie Els FNB Tour - 1992–1993: Mark McNulty - 1993–1994: Tony Johnstone - 1994–1995: Ernie Els - 1995–1996: Wayne Westner - 1996–1997: Mark McNulty | Vodacom Tour - 1997–1998: Mark McNulty - 1998–1999: David Frost - 1999–2000: Darren Fichardt Sunshine Tour - 2000–2001: Mark McNulty - 2001–2002: Tim Clark - 2002–2003: Trevor Immelman - 2003–2004: Darren Fichardt - 2004–2005: Charl Schwartzel - 2005–2006: Charl Schwartzel - 2006–2007: Charl Schwartzel - 2007–2008: James Kingston - 2008–2009: Richard Sterne - 2009–2010: Anders Hansen - 2010–2011: Charl Schwartzel - 2011–2012: Garth Mulroy - 2012–2013: Branden Grace - 2013–2014: Dawie van der Walt - 2014–2015: Thomas Aiken - 2015–2016: George Coetzee - 2016–2017: Brandon Stone - 2017–2018: George Coetzee - 2018–2019: Zander Lombard - 2019–2020: J.C. Ritchie - 2020–2021: Christiaan Bezuidenhout - 2021–2022: Shaun Norris |